# Retour (distribution)
Pour les articles homonymes, voir Retour.
 (février 2024).
Si vous disposez d'ouvrages ou d'articles de référence ou si vous connaissez des sites web de qualité traitant du thème abordé ici, merci de compléter l'article en donnant les références utiles à sa vérifiabilité et en les liant à la section « Notes et références ».
En librairie, les « retours » sont les livres reçus à l'office par une librairie, invendus pendant une certaine période, qui sont renvoyés au fournisseur.

## Situation en France
La politique dite des « retours » est un mode de distribution qui s'applique en France aux livres (soumis à une TVA de 5,5 %). Le système est simple : le libraire reçoit les livres que lui propose le distributeur (cela ne s'applique pas aux livres commandés expressément par le libraire) et les paie. On appelle ces livres distribués sans commande « l'Office ». Le libraire a ensuite un an pour renvoyer les invendus (non-défraîchis ou abimés) qui lui sont remboursés, généralement sous forme d'un avoir. C'est le libraire qui paie les frais de port des retours puis l'éditeur qui paie le pilonnage, le stockage ou le ré-acheminement de ses propres ouvrages. Cette méthode permet aux éditeurs d'obtenir une grande visibilité mais ne va pas sans risques, puisqu'un livre fortement distribué mais ne se vendant pas coûte extrêmement cher à son éditeur et peut causer de graves problèmes de trésorerie. Certains micro-éditeurs (éditeurs associatifs dans des domaines spécialisés par exemple) refusent les retours et ne sont donc distribués que chez les libraires qui acceptent de commander leurs livres en compte ferme.
Ce système occasionne des trafics complexes dans l'édition de masse : un ouvrage destiné à recevoir une forte audience (biographie d'un présidentiable, énième tome d'une bande dessinée à la mode, etc.) est souvent placé à plusieurs centaines d'exemplaires sur un point de vente très fréquenté (en hypermarché par exemple). Sur ces centaines d'exemplaires, seul un certain pourcentage est vendu (mais le nombre de livres vendus aurait été moindre si le nombre de livres placés avait été plus modeste), les invendus sont alors retournés au distributeur, qui les diffuse à nouveau dans des libraires plus petites et moins fréquentées.